# Rudi Theissen

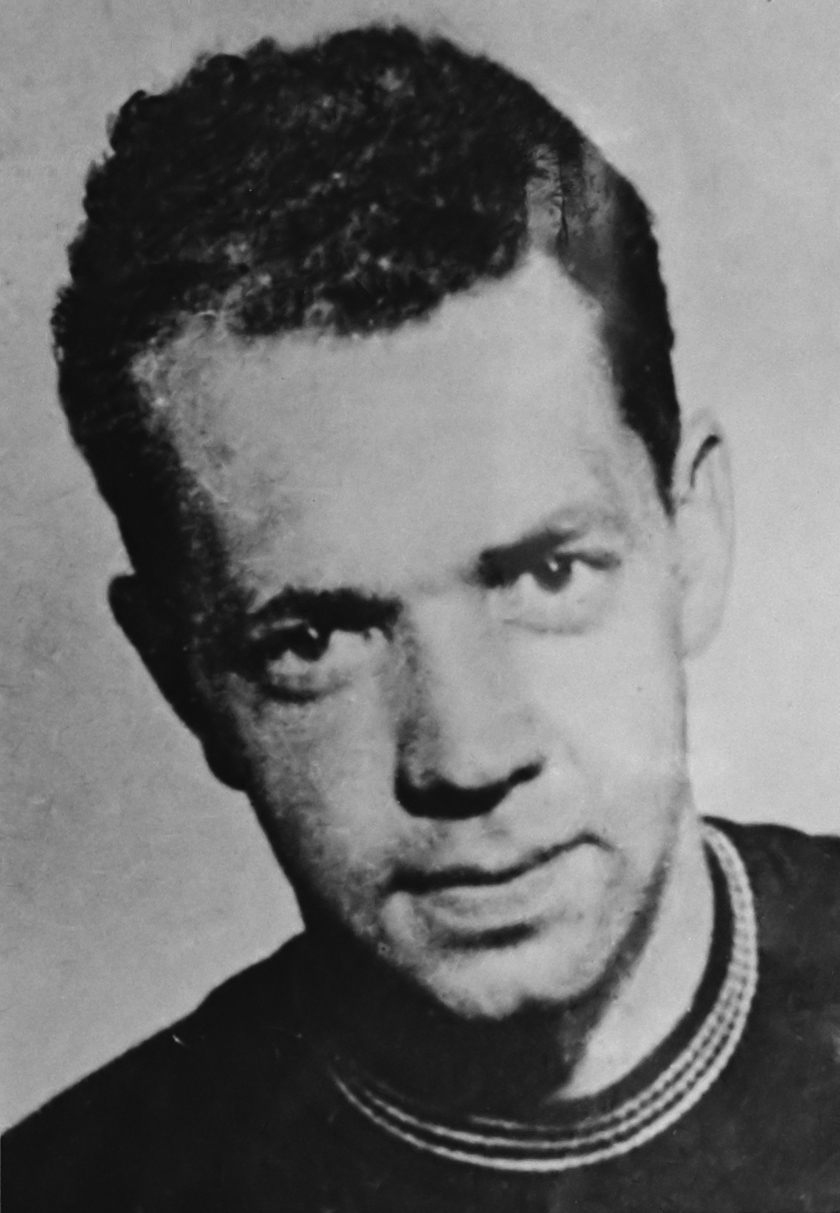
Rudi Theissen (1952)

Rudi Theissen, auch Rudi Theißen, (* 14. November 1926 in Hildesheim; † 17. Juli 2010 ebenda) war ein deutscher Radrennfahrer.
1949 wurde Rudi Theissen, der für den VfV Hildesheim startete (zuvor fuhr er für den Verein RV Zugvogel 12 Hannover), Dritter der Deutschen Meisterschaft im Straßenrennen der Amateure und gewann Rund um Köln. Anschließend trat er zu den Profis über. 1954 belegte er gemeinsam mit Werner Holthöfer den zweiten Platz bei der deutschen Meisterschaft im Zweier-Mannschaftsfahren. Größter Erfolg von Theissens Laufbahn war der Sieg bei der Deutschland-Rundfahrt 1955.
Bei den UCI-Straßen-Weltmeisterschaften war er 1954 (ausgeschieden) am Start.